# Bundesaufsichtsamt für das Versicherungswesen
Das Bundesaufsichtsamt für das Versicherungswesen (BAV) in Berlin war zuständig für die Versicherungsaufsicht über die privaten Versicherungsunternehmen und die öffentlich-rechtlichen Wettbewerbsversicherungsunternehmen, die über den Bereich eines Bundeslandes hinaus tätig sind. 

## Geschichte
Das BAV wurde am 4. August 1951 durch das Gesetz über die Errichtung eines Bundesaufsichtsamtes für das Versicherungs- und Bausparwesen (BAV) gegründet. Am 1. April 1952 nahm das Bundesaufsichtsamt seine Arbeit in Berlin als selbständige Bundesoberbehörde im Geschäftsbereich des Bundesministeriums der Finanzen auf.
Die Vorgänger der Behörde reichen bis ins erste Jahrzehnt des 20. Jahrhunderts zurück: Mit der Einführung des Reichsgesetzes über die privaten Versicherungsunternehmungen, das am 12. Mai 1901 erlassen wurde und am 1. Januar 1902 in Kraft trat, wurde das Kaiserliche Aufsichtsamt für Privatversicherung geschaffen, das am 1. Juli 1902 in Berlin seine Tätigkeit aufnahm. Nach Ende des Ersten Weltkrieges wurde die Behörde in das Reichsaufsichtsamt für Privatversicherung überführt und im Zuge des FAVAG-Skandals Ende der 1929 und Anfang der 1930er Jahre mit weitergehenden Kompetenzen ausgestattet stark reformiert, insbesondere wurde die materielle Aufsicht etabliert und die Bausparkassenaufsicht eingeführt. Waren bis dato noch die einzelnen Länder teilweise für die Aufsicht zuständig, wurde diese im NS-Staat 1943 endgültig zentralisiert, als man die Aufsicht über alle privaten Versicherungsunternehmen und zudem die Fachaufsicht über die öffentlich-rechtlichen Versicherungsanstalten zusammenfasste und die Behörde folglich in Reichsaufsichtsamt für das Versicherungswesen umbenannte. Unter dem Namen Zonenamt des Reichsaufsichtsamtes für das Versicherungswesen nahm die Behörde nach dem Zweiten Weltkrieg wieder die Arbeit auf und wurde später ins Bundesamt überführt. 
Am 1. Januar 1973 wechselte die Aufsicht über die Bausparkassen aufsichtsrechtlich unter das Dach des Bundesaufsichtsamtes für das Kreditwesen (BaKred). Das BAV änderte seinen Namen daraufhin in „Bundesaufsichtsamt für das Versicherungswesen“. 
Zu Ende Oktober 2000 verlagerte die Behörde endgültig ihren Sitz nach Bonn und ging zum 1. Mai 2002 zusammen mit den Bundesaufsichtsämtern für das Kreditwesen (BAKred) und den Wertpapierhandel (BAWe) in der neu errichteten Bundesanstalt für Finanzdienstleistungsaufsicht als Allfinanzaufsicht auf.   